# Akane Saito
Akane Saito (齊藤 あかね, 12 de gener de 1993) és una futbolista japonesa.
Va debutar amb la selecció del Japó el 2011. Va disputar 1 partits amb la selecció del Japó.

## Estadístiques
| Selecció del Japó | Selecció del Japó | Selecció del Japó |
| Anys              | Partits           | Gols              |
| ----------------- | ----------------- | ----------------- |
| 2011              | 1                 | 0                 |
| Total             | 1                 | 0                 |